# Real Hockey Breganze
L'Associazione Sportiva Dilettantistica Real Hockey Breganze (precedentemente ASD Amatori Breganze) è una squadra di hockey su pista della città veneta di Breganze; milita in Serie B. È una società parallela all'Hockey Breganze, che accoglie giocatori, ex-giocatori ed appassionati desiderosi di prolungare (od iniziare) l'attività sportiva a livello amatoriale. Data la mancanza di un campionato amatoriale dedicato, iscrive la sua squadra al campionato di Serie B. Disputa le gare casalinghe nel palazzetto di via Ferrarin, alternandosi con l'altra compagine di Serie B cittadina.
In passato, come società satellite del Breganze (ma oggi distaccata), ha ospitato una formazione femminile, vincitrice di quattro campionati consecutivi e della coppa italiana di categoria nell'anno 2004.
Con la reintroduzione del campionato nella stagione sportiva 2012-2013, l'Amatori Breganze ha iscritto la squadra femminile in modo da poter prendere parte a tale competizione, classificatasi quinta. Nella stessa stagione, ha partecipato alla qualificazione di Coppa Italia scontrandosi con il Bassano, ma perdendo entrambe le gare.
Nel 2013-2014 la formazione femminile del Real Breganze si è classificata al  3º posto nel campionato e 3 delle sue atlete hanno partecipato al Campionato del Mondo di Tourcoing 2014 classificandosi sesta su 14 Nazioni partecipanti.

## Palmarès
8 trofei

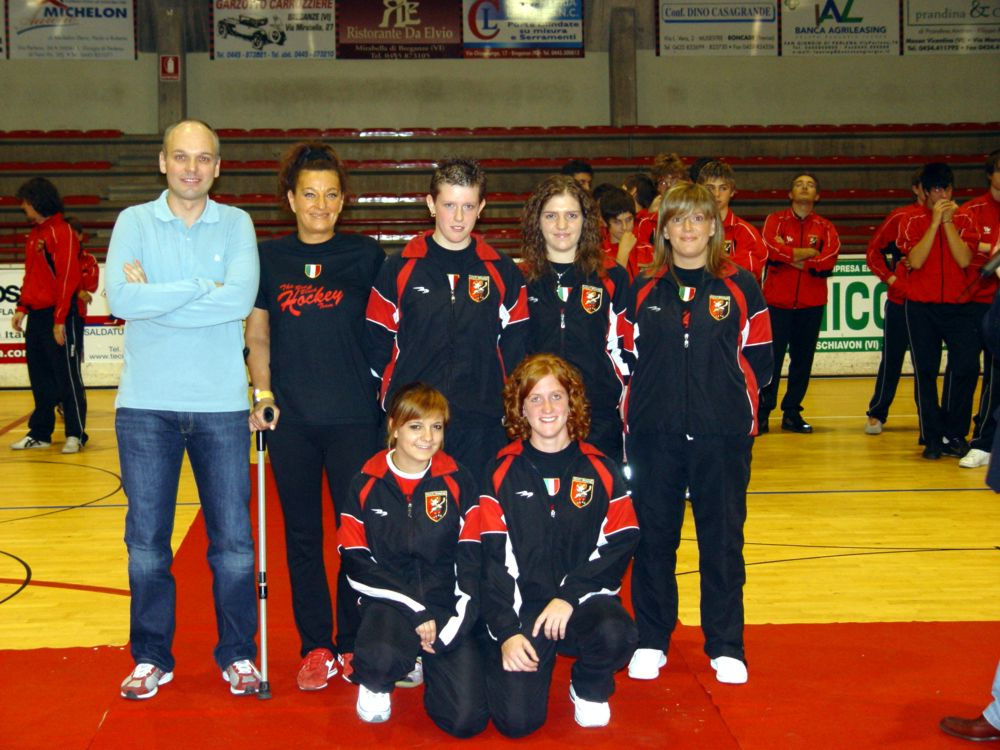
La squadra femminile vincitrice del campionato di categoria 2005-2006.

- Campionato italiano femminile: 5
  - 2003-2004, 2004-2005, 2005-2006, 2015-2016, 2016-2017
- Coppa Italia femminile: 4
  - 2003-2004, 2015-2016, 2016-2017, 2017-2018

## Rosa 2013-2014 (Serie B)
| - | Italia (bandiera) | P | Alessandro Michelon   |
| - | Italia (bandiera) | P | Fabio Mabilia         |
| - | Italia (bandiera) | E | Manolo Stella         |
| - | Italia (bandiera) | E | Roberto Marchetti     |
| - | Italia (bandiera) | E | Marco Conte           |
| - | Italia (bandiera) | E | Dalla Giustina Davide |
| - | Italia (bandiera) | E | Basilio Cracco        |
| - | Italia (bandiera) | E | Giuliano Giaretta     |
| - | Italia (bandiera) | E | Matteo Moresco        |
| - | Italia (bandiera) | E | Alessandro Fiorentin  |
| - | Italia (bandiera) | E | Dalla Giustina Diego  |
| - | Italia (bandiera) | E | Enrico Gasparon       |
| - | Italia (bandiera) | E | Enrico Giaretta       |
| - | Italia (bandiera) | E | Mirko Marchetti       |
| - | Italia (bandiera) | E | Jonathan Dal Santo    |
| - | Italia (bandiera) | E | Michele Fona          |
| - | Italia (bandiera) | E | Maurizio Lanaro       |
| - | Italia (bandiera) | E | Molinari Maurizio     |
| - | Italia (bandiera) | E | Stefano Gianello      |

### Staff tecnico
- Presidente: Massimo Crosara
- Segretario: Maddalena Castello
- Allenatore: Jonathan Dal Santo
- Vice Allenatore: Damiano Fortuna
- Dirigente Accompagnatore: Fabio Agostini